# Vil·la Las Indis
La Vil·la Las Indis és un edifici d'Arles, al Vallespir, registrat com a monument històric des del 3 d'abril de 1987. Actualment hi ha la seu de l'Ajuntament d'Arles.

## Descripció
És un edifici de dos pisos sobre planta baixa i soterrani, una vil·la construïda en pedra amb un estil eclèctic que barreja neorromanticisme, neobarroquisme, neogoticisme i art nouveau. A l'interior destaquen els sostres encoixinats i d'estuc, les xemeneies neorenaixentistes, vitralls, portes art noveau, decoració floral i tapissos

## Història
L'edifici va ser construït entre el 1900 i el 1901 per l'enginyer civil Joseph-Pierre Monin que vol fer una síntesi entre l'art nouveau i l'evocació d'estils antics.